# Al-Aszraf Musa Ibn Ibrahim
Al-Aszraf Musa Ibn Ibrahim, arab. الأشرف موسى بن ابراهيم (pełne imię: al-Malik al-Aszraf Muzaffar ad-Din Musa Ibn Ibrahim; ur. 1229, zm. 1263) – ostatni emir Himsu z dynastii Ajjubidów, panujący w latach 1246–1263.

## Życiorys
Był synem Al-Mansura Ibrahima (1240–1246) i objął władzę w Himsie po jego śmierci w czerwcu 1246 roku. Miał wówczas siedemnaście lat i został całkowicie zdominowany przez As-Saliha Ajjuba (1238–1249), który sprowadził Hims do roli swojego wasala. To nie podobało się sułtanowi Aleppo An-Nasirowi Jusufowi (1236–1260), który zawarł sojusz z władcą Mosulu Badr ad-Din Lulu (1232–1259) i w 1248 roku zaatakował Hims. Ponieważ obiecane posiłki z Egiptu nie przybyły na czas Al-Aszraf musiał skapitulować i oddać Hims w zamian za Tall Baszir, którym miał rządzić jako wasal An-Nasira. Pomimo tego iż był już śmiertelnie chory As-Salih Ajjub przybył z Egiptu do Damaszku i rozpoczął oblężenie Himsu. Jednak jego ciągle pogarszający się stan zdrowia i wieści o gromadzeniu się nowej krucjaty na Cyprze sprawiły, iż zaakceptował ofertę rozejmu przedstawioną przez wysłanników kalifa i powrócił do Egiptu.
Kiedy Mongołowie wkroczyli do Syrii w styczniu 1260 roku Al-Aszraf wyszedł im naprzeciw i spotkał się z Hulegu (1256–1265) w okolicy Aleppo. Wydaje się, że od dawna utrzymywał z nim sekretne kontakty. Hulegu nakazał zwrócić mu Hims oraz mianował go namiestnikiem (na'ib as-saltana) Damaszku i Syrii. Al-Aszraf rezydował w Mardż Bargus na południe od Damaszku, gdzie Kitbuka miał swój obóz, i ten ostatni podporządkował się decyzji Hulegu nakazując urzędnikom w Damaszku wykonywać polecenia Al-Aszrafa. Ci krążyli teraz pomiędzy Damaszkiem a Mardż Bargus chcąc uzyskać potwierdzenie swoich decyzji. Wydaje się jednak że w rzeczywistości realna władza Al-Aszrafa była bardzo niewielka, a o jego faktycznej pozycji dużo mówi fakt, iż przyznano mu wojskowe lenno (ikta) w założeniu pozwalające na utrzymanie zaledwie setki konnych. Kiedy Hulegu opuścił Syrię, Al-Aszrafowi nakazano przenieść się do Himsu, choć nadal teoretycznie pozostawał władcą Syrii. Później otrzymał rozkaz zniszczenia murów Hamy opuszczonej przez Al-Mansura Muhammada (1244–1284), nie chciał jednak pozostawić miasta bezbronnego wobec możliwego ataku krzyżowców i zniszczył jedynie cytadelę oraz magazyny.
Al-Aszraf nawiązał sekretny kontakt z Kutuzem (1259–1260) i w trakcie decydującego starcia pod Ajn Dżalut 3 września 1260 uciekł wraz ze swoimi oddziałami z pola bitwy, co istotnie przyczyniło się do zwycięstwa Mameluków nad Mongołami. Dzięki temu uzyskał przebaczenie swojej współpracy z Mongołami od Kutuza i potwierdził on jego władzę nad Himsem, już jako mameluckiego wasala. Jeszcze w tym samym roku kolejna mongolska armia wdarła się do Syrii i w listopadzie zdobyła Aleppo. Al-Aszraf połączył swoje siły z Al-Mansurem Muhammadem, który w międzyczasie ponownie objął rządy w Hamie, i ci dwaj Ajjubidzi 10 grudnia pokonali Mongołów w bitwie pod Himsem. Al-Aszraf zmarł w 1263 roku nie pozostawiając następcy i Hims przeszedł pod bezpośrednie panowanie Mameluków.